# Severiano Melo
Severiano Melo este un oraș în Rio Grande do Norte (RN), Brazilia.